# Visconde de Sousel
Visconde de Sousel é um título nobiliárquico criado por D. João, Príncipe Regente de D. Maria I de Portugal, por Decreto de 17 de Novembro de 1811, em favor de António José de Miranda Henriques.
Titulares
1. António José de Miranda Henriques, 1.º Visconde de Sousel.